# Christophe Pinna
Pour les articles homonymes, voir Pinna.
Christophe Pinna, né le 18 mars 1968 à Nice,, est un karatéka français, 7e Dan Shotokan, champion de France, d'Europe et du monde de karaté.
Il a commencé les arts martiaux à l'âge de cinq ans par le taekwondo.
Il est professeur de sport dans l'émission de télé réalité de TF1, Star Academy en 2005, 2006, 2007 et 2008.
En mars 2010, il présente Ultimate Girls sur TF6.

## Distinctions
- Chevalier de l'ordre national du Mérite (décret du 14 mai 1998)[4]